# Bocca di Navene

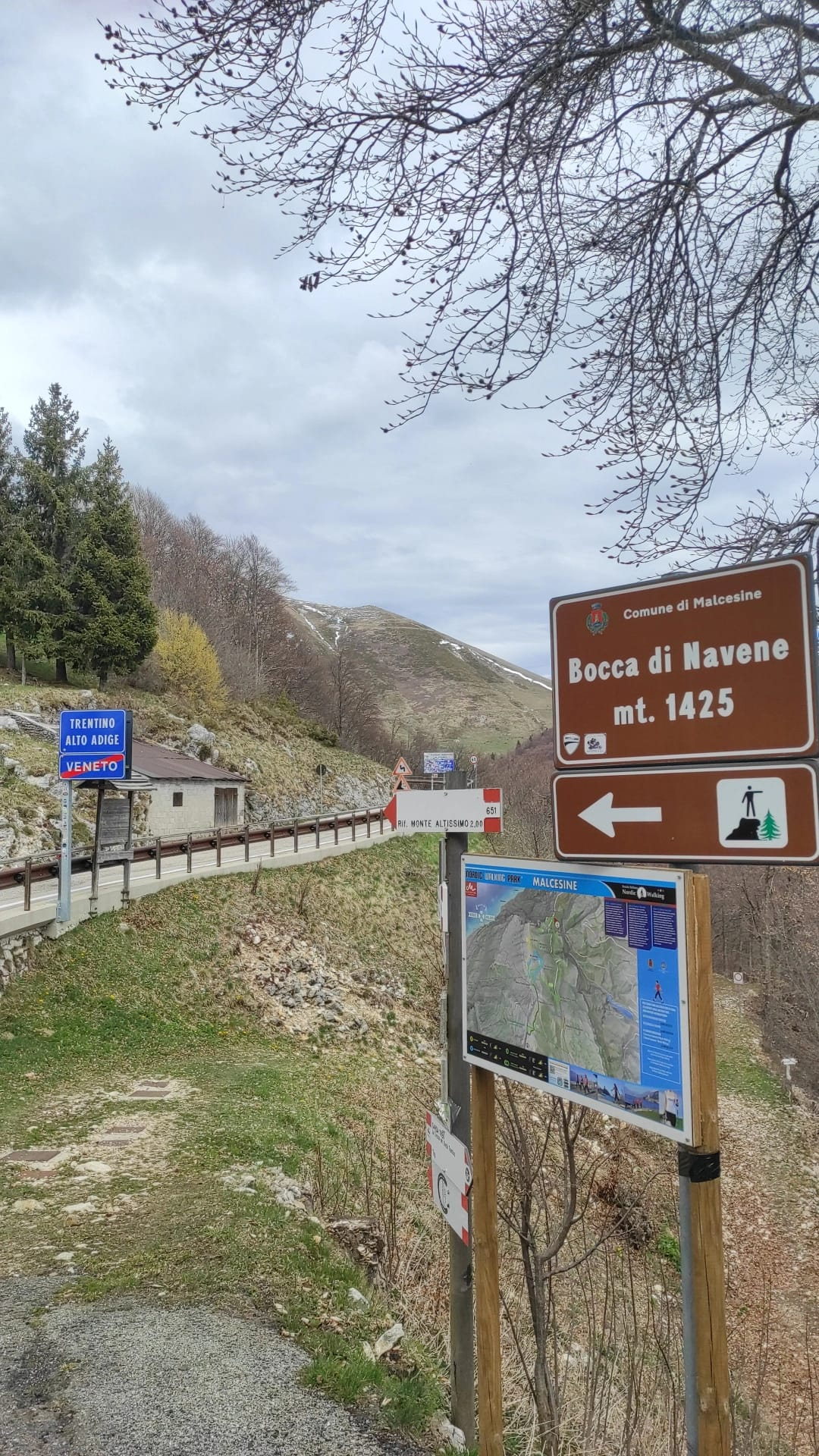
Arrivo alla Bocca di Navene dalla SP3 del Monte Baldo

La Bocca di Navene è un valico alpino posto a quota 1.420 m s.l.m. Si trova nel gruppo del Monte Baldo e separa il sottogruppo del monte Altissimo di Nago (2.078 m) dalla cresta principale del monte Baldo (2.292 m).